# Médaille Blondel
La médaille André Blondel, plus couramment nommée médaille Blondel, est décernée chaque année par la Société de l'électricité, de l'électronique et des technologies de l'information et de la communication (SEE) en l'honneur du scientifique éponyme.
Elle promeut les auteurs de travaux d'exception dans les domaines de la science et de l'industrie électrique au sens large. L'une de ses caractéristiques est que les lauréats doivent avoir moins de 45 ans ce qui permet de mettre en valeur des scientifiques « jeunes ». 
Le grand physicien Louis Néel a par exemple reçu la médaille dès 1948, soit 22 ans avant qu'il ne reçoive le Prix Nobel.